# Karamfil
Karamfil (Bulgaars: Карамфил) is een dorp in het zuiden van Bulgarije. Het dorp is gelegen in de gemeente Momtsjilgrad in de oblast  Kardzjali. Het dorp ligt hemelsbreed ongeveer 23 km ten zuidoosten van Kardzjali en 228 km ten zuidoosten van Sofia.

## Bevolking
Op 31 december 2020 telde het dorp volgens de officiële cijfers van het Nationaal Statistisch Instituut van Bulgarije 319 inwoners. Het aantal inwoners vertoont al jaren een dalende trend: in 1985 woonden er nog 671 mensen in het dorp. In de periode 1985-1989 emigreerden veel inwoners naar Turkije, als gevolg van de bulgariseringscampagnes van het communistisch regime, waarbij het Bulgaarse Turken verboden werd om hun moedertaal te spreken en hun religie vrij uit te oefenen.
|  |

De bevolking bestaat nagenoeg uitsluitend uit etnische Turken. In de volkstelling van 2011 verklaarden 270 van de 272 ondervraagden zichzelf als etnische Turken, oftewel 99,3% van alle ondervraagden.
| Etnische samenstelling van de respondenten (2011) | Etnische samenstelling van de respondenten (2011) | Etnische samenstelling van de respondenten (2011) | Etnische samenstelling van de respondenten (2011) | Etnische samenstelling van de respondenten (2011) |
| ------------------------------------------------- | ------------------------------------------------- | ------------------------------------------------- | ------------------------------------------------- | ------------------------------------------------- |
|                                                   |                                                   |                                                   |                                                   |                                                   |
| Bulgaren                                          | Bulgaren                                          |                                                   | 0,0%                                              | 0,0%                                              |
| Turken                                            | Turken                                            |                                                   | 99,3%                                             | 99,3%                                             |
| Roma                                              | Roma                                              |                                                   | 0,0%                                              | 0,0%                                              |
| Anders/Onbekend                                   | Anders/Onbekend                                   |                                                   | 0,7%                                              | 0,7%                                              |